# D32a (hunebed)
Hunebed D32a is een voormalig hunebed. Het lag vlak bij D32 bij Odoorn.
In 1818 waren er nog maar drie grote keien over. De grafkamer is tussen 1854 en 1869 gesloopt. In 1983 onderzocht J.N. Lanting de plek en kon bepalen dat er 8 zijstenen geweest zijn. Het hunebed was circa 12 meter lang.
Op de plek van het hunebed werden 165 stuks aardewerk gevonden.